# Еріх Гаґен
Еріх Гаґен (нім. Erich Hagen, 11 грудня 1936 — 26 травня 1978) — східнонімецький велогонщик.
Срібний призер Олімпійських Ігор 1960 року в роздільній командній гонці, учасник 1956 року.